# Sant Sadurní de Biescas
Sant Sadurní de Biescas és una església romànica llombarda del començament del segle xii, situada al municipi de La Vall de Bardaixí, dins de la Franja de Ponent a la comarca de la Ribagorça a l'indret conegut com a Biescas de Bardaixí.
La seva planta és una nau i absis cilíndric amb arcuacions cegues i capelles laterals, amb un campanar en espadanya de dos ulls a la capçalera del mur sud. La portalada és dovellada de mig punt.
El seu estat és correcte i ha estat restaurat.